# Songhoyboro Ciine
Songhoyboro Ciine ist ein Dialekt der Songhai-Sprache Zarma.
Gesprochen wird er in Niger (dort Téra, Tillabéri, Gothèye und Karma). Songhoyboro Ciine ist ein Songhai-Dialekt, der am westlichen Ufer des Niger in der Tillabéri-Region im Niger gesprochen wird. Aufgrund der großen gegenseitigen Verständlichkeit mit Zarma ist es sehr üblich, dass ein Songhoyboro Ciine-Sprecher die Wörter "Zarma" und "Songhay" austauschbar verwendet, wenn er sich auf diesen Dialekt bezieht.
Der Dialekt ist teilweise auch unter dem Namen "Kaado" bekannt, welcher aus dem Fulfulden stammt und in etwa "fremd" bedeutet. Ein Großteil der Songhai empfindet den Begriff allerdings als abfällig.